# Terre Australi e Antartiche Francesi

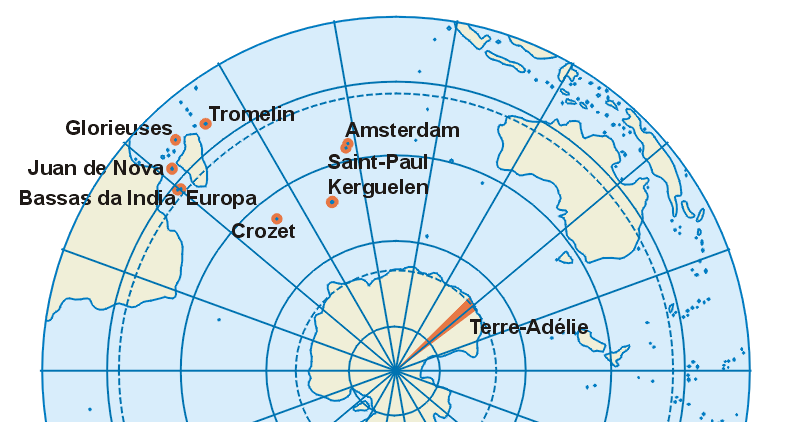
Localizzazione delle TAAF

Le Terre Australi e Antartiche Francesi, in breve anche con l'acronimo TAAF (in francese: Terres australes et antarctiques françaises, in breve TAAF), costituiscono un territorio d'oltremare della Francia creato dalla legge n° 55-1052 del 6 agosto 1955 sullo «statuto delle Terre Australi e Antartiche Francesi e dell'isola di Clipperton».
Questo territorio è attualmente composto da cinque distretti: tre di essi sono subantartici e situati a sud dell'Oceano Indiano (isole Saint-Paul e Nuova Amsterdam, Crozet e Kerguelen); il quarto è basato sulla rivendicazione di una porzione del continente antartico (la Terra Adelia); mentre il quinto è composto da isolotti per la maggior parte nel canale del Mozambico (le Isole Sparse); quest'ultimo distretto è stato aggiunto con la legge n° 2007-224 del 21 febbraio 2007.
Per la Terra Adelia, la sovranità territoriale francese si esercita nel contesto del Trattato Antartico firmato a Washington nel 1959 che stabilisce un «congelamento» delle rivendicazioni territoriali in Antartide e afferma la libertà di ricerca scientifica su tutto il continente. La sovranità della Francia deve essere quindi compatibile con le esigenze del trattato, che è stato completato dal Protocollo al Trattato sull'Antartide relativo alla protezione dell'ambiente firmato a Madrid nel 1991 e che rende di fatto questo continente una «riserva naturale consacrata alla pace e alla scienza».
Nessuna parte del territorio delle TAAF possiede una popolazione permanente, al di là di qualche effimero tentativo di colonizzazione condotto in passato. La Francia vi assicura tuttavia una presenza umana continua (logistica, scientifica o militare) grazie a del personale che vi ruota regolarmente. I tre distretti storici delle TAAF (isole Saint-Paul e Nuova Amsterdam, Crozet e Kerguelen) formano dal 2006 la più grande riserva naturale di Francia (IUCN: Ia); la cui superficie totale, a seguito di un'estensione nel 2016, è di 672 969 km² (67 296 900 ha), di cui circa 7 700 km² (770 000 ha) di porzione terrestre.
Il 5 luglio 2019 le Terre australi e i mari francesi sono stati iscritti nel patrimonio mondiale dell'UNESCO e, dato che raggiungono il polo Sud geografico (terra Adelia), sono il patrimonio naturale UNESCO più meridionale al mondo.

## Geografia

### Localizzazione
Le Terre Australi e Antartiche Francesi sono tutte situate nel sud dell'Oceano Indiano, o, nel caso della Terra Adelia, nel settore dell'oceano Australe situato a sud del 60º parallelo dell'Oceano Indiano. Le Isole Sparse sono vicine al Madagascar; tutte le altre isole si trovano a sud-est del Madagascar e delle Isole Mascarene; solo la Terra Adelia è alla longitudine dell'Australia.
All'eccezione delle Isole Sparse, si tratta di territori molto lontani da zone abitate e molto lontani tra loro stessi.
| Distretto (nome ufficiale)                                                 | Isole                                                                                  | Superficie (km²) | Coordinate                                                                      | Dist. (km) Réunion          |
| -------------------------------------------------------------------------- | -------------------------------------------------------------------------------------- | ---------------- | ------------------------------------------------------------------------------- | --------------------------- |
| Isole Saint-Paul e Nuova Amsterdam (Îles Saint-Paul et Nouvelle-Amsterdam) | Isola Saint-Paul Isola Amsterdam                                                       | 8 58             | 38°43′S 77°31′E 37°50′S 77°31′E                                                 | 2 870 2 813                 |
| Arcipelago Crozet (Archipel Crozet)                                        | Île aux Cochons Île des Pingouins Îlots des Apôtres Île de la Possession Île de l'Est  | 67 3 2 150 130   | 46°35′S 50°33′E 46°50′S 52°58′E                                                 | 2 868 2 870                 |
| Arcipelago Kerguelen (Archipel Kerguelen)                                  | Grande Terre e circa 300 isolotti                                                      | 6 675 540        | 48°35′S 68°43′E 49°54′S 70°35′E                                                 | 3 273 3 465                 |
| La terra Adelia (La Terre-Adélie)                                          | Pointe Géologie e decine di altri isolotti                                             | 432 000          | 66°40′S 140°01′E                                                                | 7 620                       |
| Isole Sparse dell'Oceano Indiano (Îles Éparses de l'océan Indien)          | Île Tromelin Archipel des Glorieuses Île Juan De Nova Île Bassas da India Île d'Europa | <1 7 5 <1 30     | 15°53′S 54°31′E 11°35′S 47°18′E 17°03′S 42°43′E 21°27′S 39°45′E 22°21′S 40°21′E | 591 1 376 1 321 1 644 1 572 |
| TAAF                                                                       | -                                                                                      | 439 676          | -                                                                               | -                           |

I tre di distretti delle Terre australi (isole Saint-Paul e Nuova Amsterdam, Crozet e Kerguelen) sono tutti caratterizzati dal loro ambiente oceanico e dalla loro natura vulcanica:
- le isole Saint-Paul e Nuova Amsterdam sono situate sulla dorsale indiana sudorientale;
- l'arcipelago delle Crozet su un plateau oceanico e sul lato est della dorsale indiana sudoccidentale;
- l'arcipelago delle Kerguelen su un vasto plateau asismico tra le due dorsali citate.

### Distretti
Questo territorio è composto da cinque distretti: i tre distretti storici delle terre australi francesi (isole Saint-Paul e Nuova Amsterdam, Crozet e Kerguelen) scoperti e integrati all'impero coloniale francese nel corso del XVIII e del XIX secolo, ai quali è stato poi aggiunto nel 1949 il distretto antartico della Terra Adelia, infine nel 2007 è stato aggiunto il distretto delle Isole Sparse dell'Oceano Indiano. Se la sovranità francese sulle terre australi francesi non è contestata, i casi della Terra Adelia e delle Isole Sparse sono più complessi. Sul piano amministrativo, questi cinque distretti non sono collettività di livello inferiore, ma delle circoscrizioni decentrate.
| Codice | Distretto                          | Base permanente          | Superficie (km²) | ZEE (km²) |
| ------ | ---------------------------------- | ------------------------ | ---------------- | --------- |
| 984 11 | Isole Saint-Paul e Nuova Amsterdam | Martin-de-Viviès         | 66               | 502 533   |
| 984 13 | Arcipelago Crozet                  | Base Alfred Faure        | 352              | 567 475   |
| 984 12 | Arcipelago Kerguelen               | Port-aux-Français        | 7 215            | 563 869   |
| 984 14 | La Terra Adelia                    | Base Dumont d'Urville    | 432 000          | -         |
| 984 15 | Isole Sparse dell'Oceano Indiano   | 3 distaccamenti militari | 43               | 640 400   |
| 984    | TAAF                               | -                        | 439 676          | 2 274 277 |

### Fauna e flora

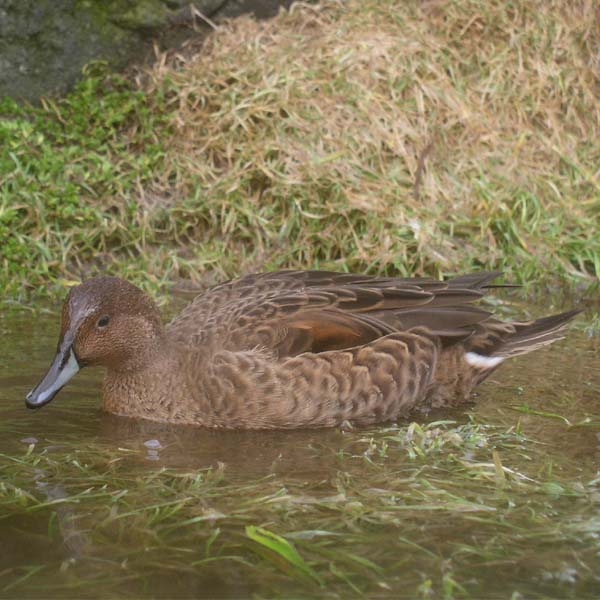
Il codone di Eaton.

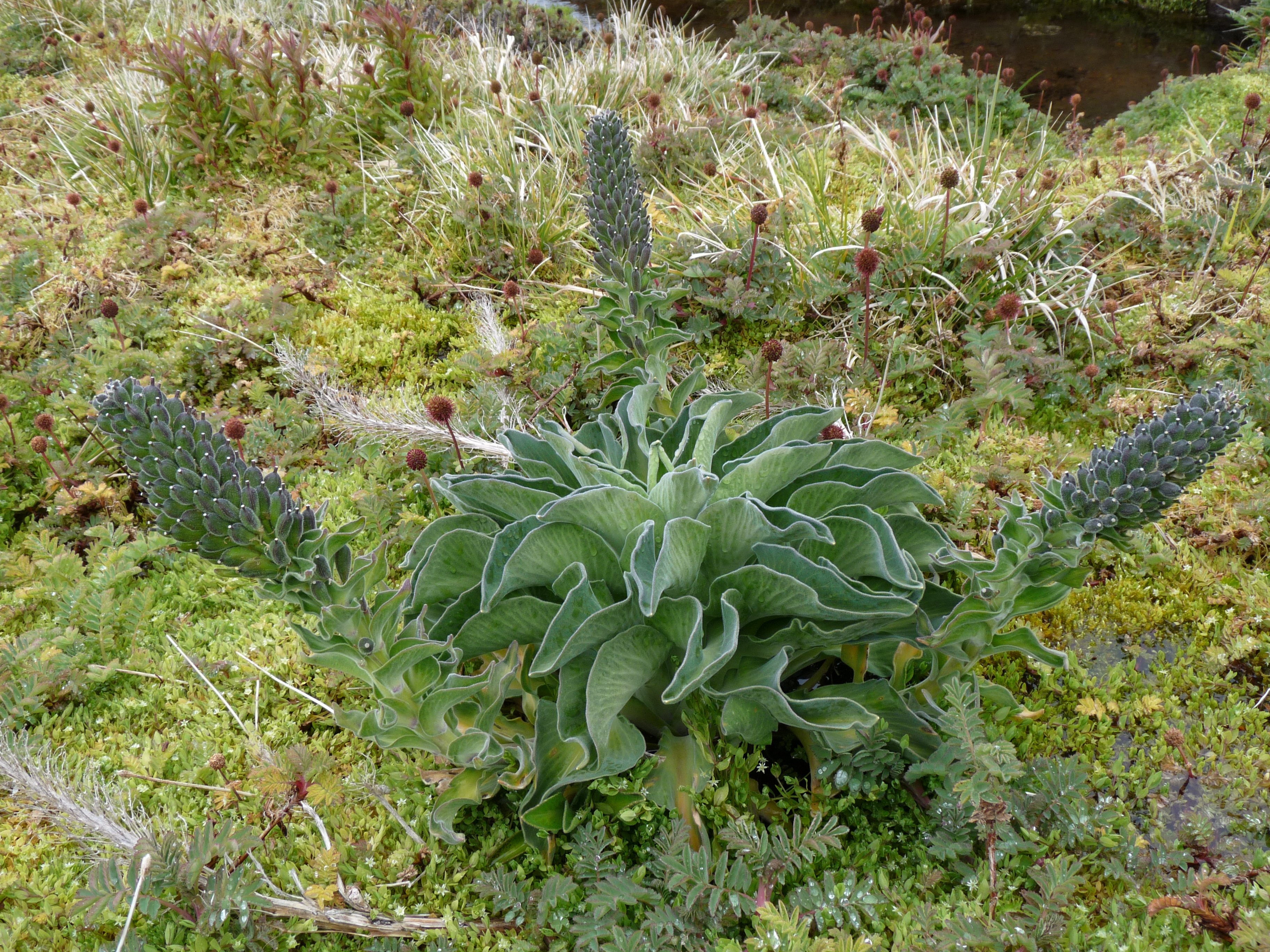
Il cavolo delle Kerguelen.

Nelle TAAF sono presenti diverse specie:
- 267 specie animalia terrestri autoctone; di cui 60 endemiche
- 107 specie plantae terrestri autoctone; di cui 7 endemiche
- 1 272 specie animalia marine autoctone; di cui 31 endemiche
- 49 specie plantae marine autoctone

Elenco non esaustivo di alcune specie presenti nelle TAAF
Fauna marina
- Abatus cordatus (specie di riccio di mare)
- Bovichthys veneris (specie di pesce osseo)
- Channichtys rhinoceratus (specie di pesce ghiaccio coccodrillo)
- Channichtys velifer (specie di pesce ghiaccio coccodrillo)
- Jasus paulensis (specie di aragosta)
- Halicarcinus planatus (specie di granchio)
- Lepidonotothen mizops (specie di pesce ghiaccio)
- Neomerinthe bauchotae (specie di scorfano)
- Notothenia cyanobrancha (specie di pesce ghiaccio)
- Provocator pulcher (specie di stenoglosso)

Mammiferi marini
- Arctocephalus gazella (otaria orsina antartica o delle Kerguelen)
- Arctocephalus tropicalis (otaria orsina subantartica)
- Cephalorhynchus commersonii kerguelensis (cefalorinco di Commerson delle Kerguelen)
- Mirounga leonina (elefante marino del sud)

Invertebrati
- Anatalanta aptera (specie di mosca senza ali)
- Calycopteryx moseleyi (specie di mosca senza ali)
- Merizodus soledadinus (specie di coleottero invasivo)

Uccelli
- Anas eatoni (codone di Eaton)
- Anas marecula (fischione dell'isola di Amsterdam – specie endemica estinta)
- Aptenodytes patagonicus (pinguino reale)
- Chionis minor (chione minore)
- Diomedea amsterdamensis (albatro di Amsterdam)
- Leucocarbo verrucosus (Phalacrocorax verrucosus – cormorano delle Kerguelen)

Flora terrestre
- Lyallia kerguelensis (cuscino di Lyallia)
- Phylica arborea (Island Cape Myrtle)
- Pringlea antiscorbutica (cavolo delle Kerguelen)

Flora e habitat marini
- Durvillea antarctica (specie di alga bruna)
- Macrocystis pyrifera (kelp gigante)

## Storia
Le isole Crozet furono scoperte da Marc-Joseph Marion du Fresne, che il 24 gennaio 1772 fa scendere sull'Île de la Possession il suo secondo Julien Crozet al fine di prenderne possesso per conto del Regno di Francia.
Il 12 febbraio 1772, Yves Joseph de Kerguelen-Trémarec scopre le isole Kerguelen e, il 6 gennaio 1774, di ritorno sull'arcipelago invia il suo tenente Henri Pascal de Rochegude sull'isola principale al fine di prenderne possesso a nome del re.
Le isole Saint-Paul e Nuova Amsterdam sono state scoperte rispettivamente nel 1552 e nel 1559, ma è solamente l'8 giugno 1843 che la Francia prende possesso delle due isole.
La costa della Terra Adelia è scoperta da Jules Dumont d'Urville il 20 gennaio 1840 e l'indomani una spedizione sbarca sulla "roccia dello sbarco", un'isola rocciosa all'estremità settentrionale delle Îles Dumoulin, al fine di prenderne possesso e piantarvi la bandiera francese. D'Urville chiama questa terra "Adélie" in onore di sua moglie Adèle Dorothée Pépin, detta "Adélie". Nel 1950 fu inaugurata la base Port Martin (distrutta da un incendio nel 1952) e nel 1956 fu inaugurata la base Dumont d'Urville, tuttora attiva.
Le Isole Sparse dell'Oceano Indiano sono state scoperte tra il XVI e il XVIII secolo; le isole Juan de Nova, Bassas da India e Europa sono integrate come dipenzenze della colonia di Madagascar il 31 ottobre 1897 in esecuzione di una legge del 6 agosto 1896.
Il 21 novembre 1924, le isole Saint-Paul e Nuova Amsterdam, Crozet e Kerguelen e la Terra Adelia sono integrate al governo generale di Madagascar.
In vista dell'indipendenza del Madagascar (avvenuta poi il 26 giugno 1960), il 6 agosto 1955 sono staccate dalla "Colonia del Madagascar e sue dipendenze" le isole Saint-Paul e Nuova Amsterdam, Crozet e Kerguelen e la Terra Adelia, che formano così le TAAF, e il 1º aprile 1960 sono staccate le isole Tromelin, Gloriose, Juan de Nova, Europa e Bassas da India che sono integrate al Ministère des Outre-mer.
Infine, la legge n° 2007-224 del 21 febbraio 2007 modifica la legge n° 55-1052 e aggiunge le isole Bassas da India, Europa, Gloriose, Juan de Nova e Tromelin alle TAAF.
Nell'ottobre 2024, il presidente del Madagascar, Andry Rajoelina, ha ribadito la sua volontà di ottenere dalla Francia la restituzione delle Isole Sparse, rivendicate dal Madagascar dal 1973.

## Politica

### Statuto
Il Trattato Antartico (Washington, 1959) stabilisce un «gelo» delle rivendicazioni territoriali in Antartide. Quindi, la Francia esercita la sua sovranità territoriale sulla Terra Adelia, un settore circolare in mezzo al Territorio Antartico Australiano e non sovrapposto ad alcun'altra rivendicazione. La rivendicazione territoriale francese è sostanzialmente riconosciuta dagli otto paesi che rivendicano un territorio in Antartide.
Contrariamente alla Francia metropolitana e ai dipartimenti e regioni d'oltremare, i territori d'oltremare delle Terre australi e antartiche non fanno parte dell'Unione europea e il diritto comunitario non è applicabile (vedi: Territori speciali degli stati membri dell'Unione europea e Paesi e territori d'oltremare).

### Stemma
Lo stemma delle TAAF è stato realizzato negli anni cinquanta dall'araldista Suzanne Gauthier. Esso si compone di uno scudo diviso in quattro parti:
- nel primo riquadro azzurro in alto a sinistra il cavolo delle Kerguelen in palo in argento,
- nel secondo riquadro dorato in alto a destra un'aragosta in nero,
- nel terzo riquadro dorato in basso a sinistra la testa e il collo di un pinguino reale in nero,
- nel quarto riquadro azzurro in basso a destra un iceberg in argento.

Lo scudo è sormontato da un arcobaleno dorato con la scritta "TERRES AUSTRALES ET ANTARCTIQUES FRANÇAISES" in nero, il tutto attraversante due ancore in argento poste una in banda e una in sbarra. I "supporti" dello scudo sono due elefanti marini del sud in argento.
La simbologia araldica è la seguente:
- il primo riquadro rappresenta le isole Kerguelen,
- il secondo riquadro l'isola Saint-Paul,
- il terzo la Terra Adelia,
- il quarto l'insieme del territorio,
- l'arcobaleno è un fenomeno molto frequente in quella zona dell'emisfero,
- le tre stelle rappresentano le tre parti del territorio (le Isole Sparse, aggiunte nel 2007, non sono rappresentate),
- gli elefanti di mare sono degli elementi della fauna delle TAAF.

### Bandiera
L'emblema delle TAAF è ufficializzato dall'ordinanza nº 2007-18 del 23 febbraio 2007, l'articolo 2 specifica che esso è "in forma di insegna navale, su sfondo azzurro con le quattro lettere T, A, A, F, quasi sovrapposte, circondate da cinque stelle, il tutto di colore argento, e al quartier franco in palo azzurro, argento, rosso".
Il vessillo – in forma di insegna navale – non è una bandiera (né nazionale né di bompresso) è un emblema. Dal momento che il territorio non ha popolazione civile né forze armate proprie, il simbolo vessillologico FIAV dovrebbe essere , ad indicare che si tratta di un emblema istituzionale/di Stato/governativo utilizzato sia a terra che in mare.

## Economia

### Budget
Il territorio dispone di un budget di circa 26 000 000 di euro provenienti:
- da risorse proprie [diritti di pesca, filatelia (0,84 M€ nel 2011), imposte, turismo (0,45 M€ nel 2011), tasse di ancoraggio…], pari al 75% del budget nel 2011[24],
- da una sovvenzione di equilibrio del Ministère des Outre-mer,
- da un appoggio finanziario del Ministère de l'Environnement, de l'énergie et de la mer [a titolo della Riserva naturale nazionale delle TAAF (600 000 euro nel 2016) e di programmi dedicati alla preservazione dell'ambiente delle TAAF (245 000 euro nel 2016)].

Le spese di funzionamento nel 2004 erano costituite al 70% della logistica (noleggio navi, alimentazione, abbigliamento, approvvigionamento) e all'11,6% dal personale.
Il budget delle TAAF era nel 2004 pari a 24,9 milioni di euro (20,6 di funzionamento e 4,3 di investimento) e nel 2011 era pari a 25,4 milioni di euro.
Il personale dell'amministrazione del territorio consta di 81 persone (23 titolari e 58 contrattisti). A questi si aggiungono 55 militari messi a disposizione, 15 volontari del servizio civile e 31 addetti al controllo della pesca (a tempo parziale).
Per le sole Isole Sparse, la Cour des comptes calcola in circa 9 milioni di euro all'anno il costo globale della presenza francese su quelle isole, integrandovi le spese del Ministère de la défense e del Ministère de la recherche.

### Filatelia
Lo statuto di Territorio d'Oltremare autorizza le TAAF ad emettere i propri francobolli. Questa attività rappresenta un apporto finanziario non indifferente nel budget del Territorio (tra il 7% e il 9% del budget totale).

### Turismo
Dal 1994, l'amministrazione delle TAAF ha aperto le isole australi e le Isole Sparse al turismo. Quindi è possibile imbarcare a bordo del Marion Dufresne per seguire una delle quattro rotazioni logistiche annuali alle Crozet, Kerguelen e Amsterdam o, ogni due anni, una rotazione sulle Isole Sparse. Con partenza da La Réunion, il viaggio (australe) dura 28 giorni in media, di cui da 12 a 14 giorni in mare per 9 000 km (4 900 nmi) percorsi con scali (non garantiti a causa del meteo) e conferenze a bordo; il viaggio verso le Isole Sparse dura in media 15 giorni. Per il 2018, il costo di una crociera nelle isole Australi è 8670 € a persona in cabina doppia e [il costo] di una crociera nelle Isole Sparse è di 5120 €; il prezzo comprende la pensione completa, le escursioni sulle isole e i trasferimenti verso di queste; il prezzo non comprende il viaggio da/per La Réunion da dove parte il viaggio. Dato che la crociera è un'attività collaterale alla logistica e alla ricerca scientifica, i posti per partecipare ad una rotazione australe variano tra 8 e 12 in generale; una trentina di posti sono invece disponibili per una crociera nelle Isole Sparse. Non vi sono attività turistiche organizzate dalle TAAF nella Terra Adelia.
Esempio di una rotazione australe:
- 8 aprile 2016 : partenza del Marion Dufresne da Le Port (Riunione)
- 13-15 aprile 2016 : scalo all'île de la Possession (Base Alfred Faure)
- 18-22 aprile 2016 : scalo alle isole Kerguelen (Port-aux-Français)
- 25 aprile 2016 : scalo all'isola Saint-Paul (senza sbarco)
- 25-28 aprile 2016 : scalo all'isola Amsterdam (Martin-de-Viviès)
- 3 maggio 2016 : arrivo del Marion Dufresne a Le Port (Riunione)

Gli accessi con imbarcazioni private sono possibili ma fortemente regolamentati. Un'autorizzazione del prefetto delle TAAF è necessaria per potersi accostare o gettare l'ancora. Alcune zone protette sono interdette d'accesso, all'eccezione delle missioni scientifiche. Gli stranieri hanno bisogno di un visto d'ingresso.

### Bandiera di comodo
Le TAAF possiedono una bandiera di comodo; la legge n°96-151 del 26 febbraio 1996 ha creato il registre maritime des Terres australes et antarctiques françaises e prevedeva che potessero essere iscritte le navi di commercio, da pesca e da turismo che facessero scalo almeno una volta per trimestre nel territorio e che l'armatore vi avesse una sede o un'agenzia. Questa bandiera, detta "pavillon Kerguelen", prevedeva in particolare delle eccezioni in materia di diritto del lavoro che non erano possibili nel registro nazionale "pavillon France". La legge n°2005-412 de 3 maggio 2005, che ha creato il registre international français (RIF), ha rimosso la possibilità di immatricolarvi le navi di commercio. Infine l'ordinanza n° 2010-1307 28 ottobre 2010 prevede che solo le navi da pesca che svolgono la loro attività alieutica nella ZEE delle TAAF possono essere immatricolate nel registro delle TAAF. Secondo il rapporto del 2006 della Cour des comptes, i ricavi del "pavillon Kerguelen" ammontavano in media a circa 0,8 milioni di euro negli ultimi anni; il budget delle TAAF era (nel 2004) pari a 24,9 milioni di euro.

## Demografia
Nessuna parte del territorio delle TAAF possiede una popolazione permanente, al di là di qualche effimero tentativo di colonizzazione condotto in passato. La Francia vi assicura tuttavia una presenza umana continua (logistica, scientifica o militare) grazie a del personale che vi ruota regolarmente. Nel 2006, ad esempio, circa 650 persone hanno soggiornato nelle TAAF, di cui 400 erano dei ricercatori in missione e i rimanenti dei militari (principalmente della Legione straniera o del 2e RPIMa) o dei contrattuali per assicuravi la logistica.
Nelle TAAF operano circa 200 stagionali ripartiti sulle diverse basi, i quali permettono a più di 200 ricercatori di lavorarvi.
Una media annuale di più di 225 ricercatori francesi o stranieri sono accolti nelle TAAF per lavorare sulla sessantina di programmi di ricerca dell'IPEV.
Al di là dei ricercatori, il personale impiegato nelle (o per le TAAF) comprende:
- 4 capi di distretto
- 7 medici
- militari («PARTEX»)
- contrattisti (mestieri dell'ambiente, della biodiversità, delle costruzioni, della ristorazione e della pesca)
- una decina di volontari del servizio civile
- stagisti

## Infrastrutture e trasporti

### Attività e infrastrutture scientifiche
Isole Kerguelen
- Port-aux-Français, base scientifica
- Chiesa Notre-Dame-des-Vents, chiesa
- Port-Bizet, stazione sismologica
- Port-Couvreux, villaggio abbandonato (1912-1931)
- Port-Douzième, stazione geomagnetica
- Port-Jeanne-d'Arc, stazione baleniera

Isole Crozet
- Base Alfred Faure, base scientifica

Isola Amsterdam
- Martin-de-Viviès, base scientifica

Antartide
- Terra Adelia, nella zona costiera: base Dumont d'Urville e la base annessa di Cap Prud'homme
- Terra Adelia, nella zona costiera: base Port Martin (1950-1952)
- Terra Adelia, nella zona costiera: base Marret (1953)
- Terra Adelia, nella zona costiera: aerodromo Dumont d'Urville (1993-1994)
- Dome C, sull'altopiano Antartico: base franco-italiana Concordia (essa ricade sul Territorio Antartico Australiano)

Isole Sparse dell'Oceano Indiano
- Île Tromelin, stazione meteorologica e pista d'atterraggio di 1 100 metri
- Archipel des Glorieuses, distaccamento militare, stazione meteorologica e pista d'atterraggio
- Île Juan De Nova, distaccamento militare, stazione meteorologica e pista d'atterraggio di 1 300 metri
- Île d'Europa, distaccamento militare, stazione meteorologica e pista d'atterraggio

### Trasporti
I trasporti e l'approvvigionamento delle TAAF avviene unicamente via mare attraverso delle rotazioni periodiche. In generale, data l'assenza di porti, le navi accostano al largo e il materiale viene sbarcato a terra attraverso un battello e il personale in elicottero. Il Marion Dufresne effettua quattro rotazioni annuali nei tre distretti australi (Crozet, Kerguelen, Saint-Paul e Amsterdam) e ogni due anni effettua una rotazione nelle Isole Sparse; peraltro queste ultime sono anche raggiunte regolarmente da un Transall C-160 da La Réunion. La logistica della Terra Adelia è assicurata da L'Astrolabe, attraverso quattro o cinque rotazioni a partire da Hobart (in Australia). In passato queste rotazioni erano effettuate rispettivamente dal Marion Dufresne (1972-1995) e da L'Astrolabe (1988-2017).
La circolazione automobilistica è presente solo sulle isole Kerguelen, benché esse siano comunque sprovviste di strade. Il parco veicoli è essenzialmente composto da veicoli utilitari (essenzialmente forniti da Renault). Questi sono dotati di un sistema di immatricolazione proprio, del tipo: «12 3456», dove le prime due cifre sono l'anno di immatricolazione e le seconde quattro sono il numero di serie del veicolo. Inoltre, poiché le targhe dei veicoli sono realizzate a La Réunion (parte dell'Unione europea), esse presentano l'«eurobanda F» sulla sinistra.

### Comunicazioni
Dal 6 dicembre 2011, le Terre Australi e Antartiche Francesi dispongono di un proprio dominio di primo livello nazionale: «.tf».

## Codici
I "French Southern Territories" / "Terres australes françaises" (territori francesi meridionali / terre australi francesi, cioè le TAAF senza la Terra Adelia) hanno dei codici secondo lo standard ISO 3166.
Dal 21 settembre 2007, i codici ISO 3166-1 sono: «TF» (ISO 3166-1 alpha-2), «ATF» (ISO 3166-1 alpha-3), «260» (ISO 3166-1 numerico); essi hanno anche il codice ISO 3166-2:TF e sono elencati anche nel codice ISO 3166-2:FR «FR-TF».
Dal 21 settembre 2007, la Terra Adelia ha i codici dell'Antartide, ovvero: «AQ», «ATA», «010».
Prima del 21 settembre 2007, le "Terre Australi e Antartiche Francesi" (compresa la Terra Adelia) avevano i seguenti codici ISO 3166-3: «FQ», «ATF», «260» e «FQHH».

## Lingue
Nelle TAAF, la lingua ufficiale è la lingua francese, tuttavia si è sviluppata una lingua vernacolare: il Taafien, che sostanzialmente è un gergo parlato dal personale che lavora nelle TAAF e a bordo del Marion Dufresne.
Anche se non comporta una grammatica propria, il Taafien dispone di un ricco lessico distinto dal francese standard. Esso comporta in particolare una lunga serie di abbreviazioni e di acronimi per designare delle realtà spesso specifiche a quelle regioni, alla loro fauna, alla loro amministrazione e al lavoro che vi è svolto.
Di seguito alcuni esempi del lessico:
- Adélien = personale della Terra Adelia
- Adsup = Amministratore superiore delle TAAF
- Alfred = Pinguino reale
- Ams = Isole Saint-Paul e Nuova Amsterdam
- Arbek = Capanna o rifugio
- Bib = Capo medio
- Bibou = Infermiere o infermiera
- Biblioker = Biblioteca di Port-aux-Français
- Bio = Biologo nelle isole Kerguelen
- Biolo = Biologo nella Terra Adelia
- BLO = Coniglio
- Bonbon = Giovane elefante di mare
- Bout de bois = Falegname
- Bout de fer = Meccanico
- Bout de fil = Elettricista
- Bout de plomb = Fontaniere
- Branloire = Tappeto di vegetazione al di sopra di un crepaccio
- Campagnard d'été = Scienziato non svernante
- Chaud-froid = Refrigerazione
- Cinéker = Sala cinematografica di Port-aux-Français
- Cinoc = Cielo notturno
- Cracou = Petrello gigante
- Cro = Isole Crozet
- Disams = Capo di Distretto delle isole Saint-Paul e Nuova Amsterdam
- Discothèque = Residenza del Capo di Distretto nelle isole Kerguelen
- Discro = Capo di Distretto delle isole Crozet
- Disker = Capo di Distretto delle isole Kerguelen
- Diskette = Compagna del capo di Distretto delle isole Kerguelen
- Dista = Capo di Distretto della Terra Adelia
- EDK = Elettricista delle isole Kerguelen
- Géner = Specialista della logistica
- Gépé = Responsabile postale
- Godon = Pietra
- Godonneuse = Macchina per pulire i campioni mineralogici
- Goél = Gabbiano
- Ker = Isole Kerguelen
- Keravel = Dormitorio degli ospiti di passaggio
- Lapin = Scienziato incaricato di studiare la proliferazione dei conigli
- Louzou = Vino rosso
- Maca = Pinguino macaroni
- Manchot = Svernante
- Manip = Uscita sul terreno
- Manipeur = Personale in uscita sul terreno
- Mépré = Atelier di meccanica di precisione
- Marduf = Marion Dufresne
- Mindwinter = Carnevale celebrante la metà dello svernamento
- Missker = Compagna del buffone di carnevale di Port-aux-Français
- Onzecro = Buffone di carnevale delle isole Crozet
- Onzeker = Buffone di carnevale di Port-aux-Français
- Onzeta = Buffone di carnevale della Terra Adelia
- Pacha = Elefante di mare adulto
- Paf = Port-aux-Français
- Pafien = Personale di Port-aux-Français
- Partex = Militare
- Pâteux = Panettiere
- Peep show = Scienziato incaricato di valutare la popolazione animale
- Péjida = Port-Jeanne-d'Arc
- Petite marie = Persona di turno al lavoro al refettorio
- Piaule = Brutto tempo
- Pimponker = Pompiere Port-aux-Français
- Plonplon = Petrello tuffatore
- Popchat = Scienziato incaricato di valutare la popolazione dei gatti
- Poulgeon = Chione
- Réu = Personale non scientifico reclutato a La Réunion
- Samuker = Ospedale di Port-aux-Français
- Shadock = Personale del Commissariat à l'énergie atomique et aux énergies alternatives
- Skua = Grosso mangiatore
- Souille = Bagno di fango degli elefanti marini; buco fangoso; festa, bevendo
- Ta = Terra Adelia
- Tite note = Telex tra le basi
- Totoche = Bar di Port-aux-Français
- Vac = Vacanza; chiamata radio
- VAT = Novizio
- Zézette = Radio portatile

## Galleria d'immagini

Mappa delle Isole Saint-Paul e Nuova Amsterdam
Mappa delle Isole Crozet
Mappa delle Isole Kerguelen
Mappa della Terra Adelia in Antartide
Mappa delle Isole Sparse dell'Oceano Indiano